# 卡纳雷焦区

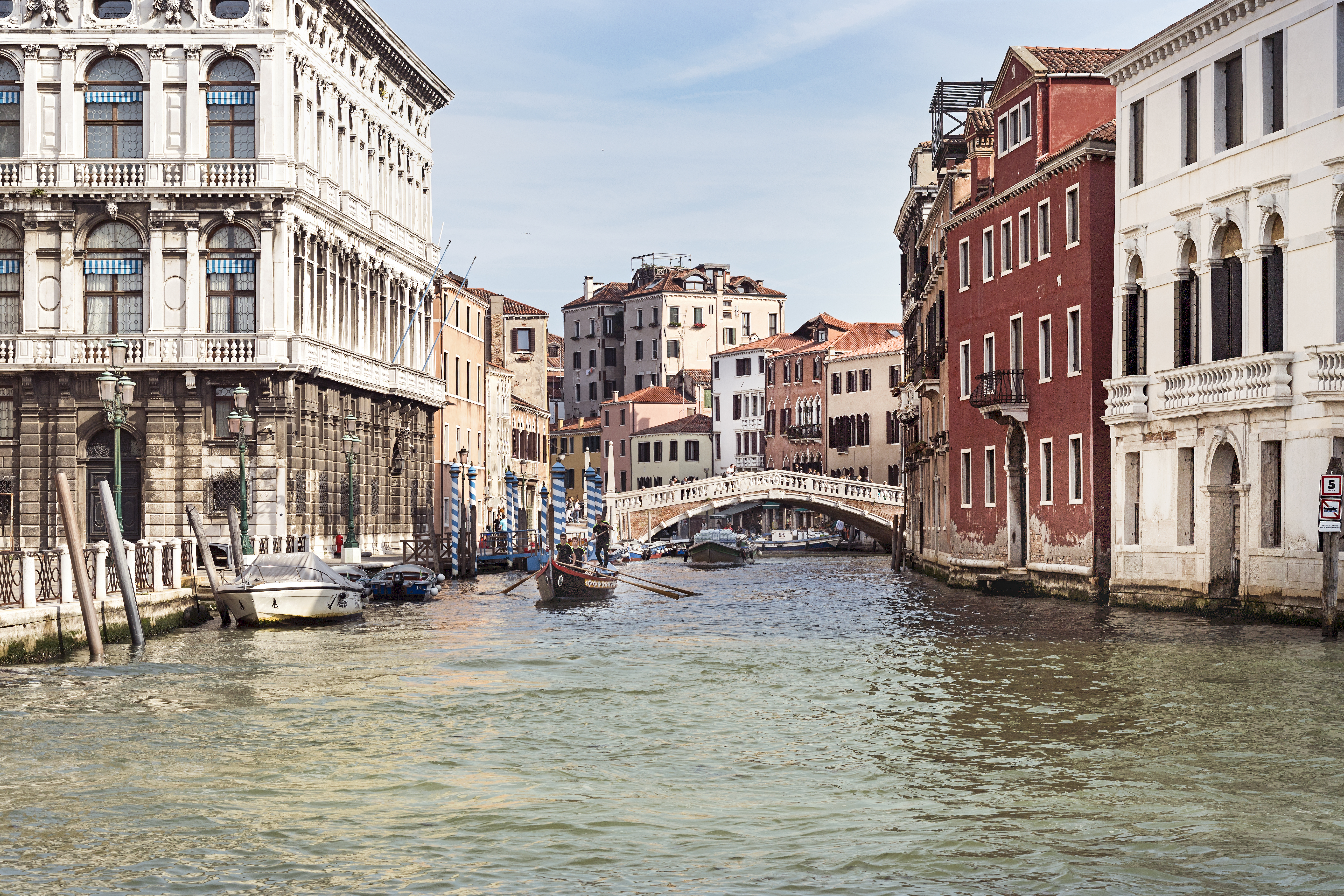
卡纳雷焦运河（遠處為尖塔橋）

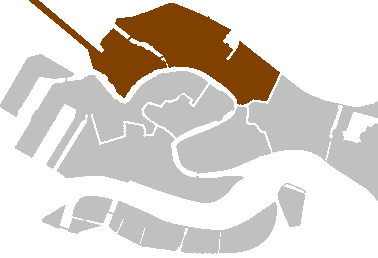
位置

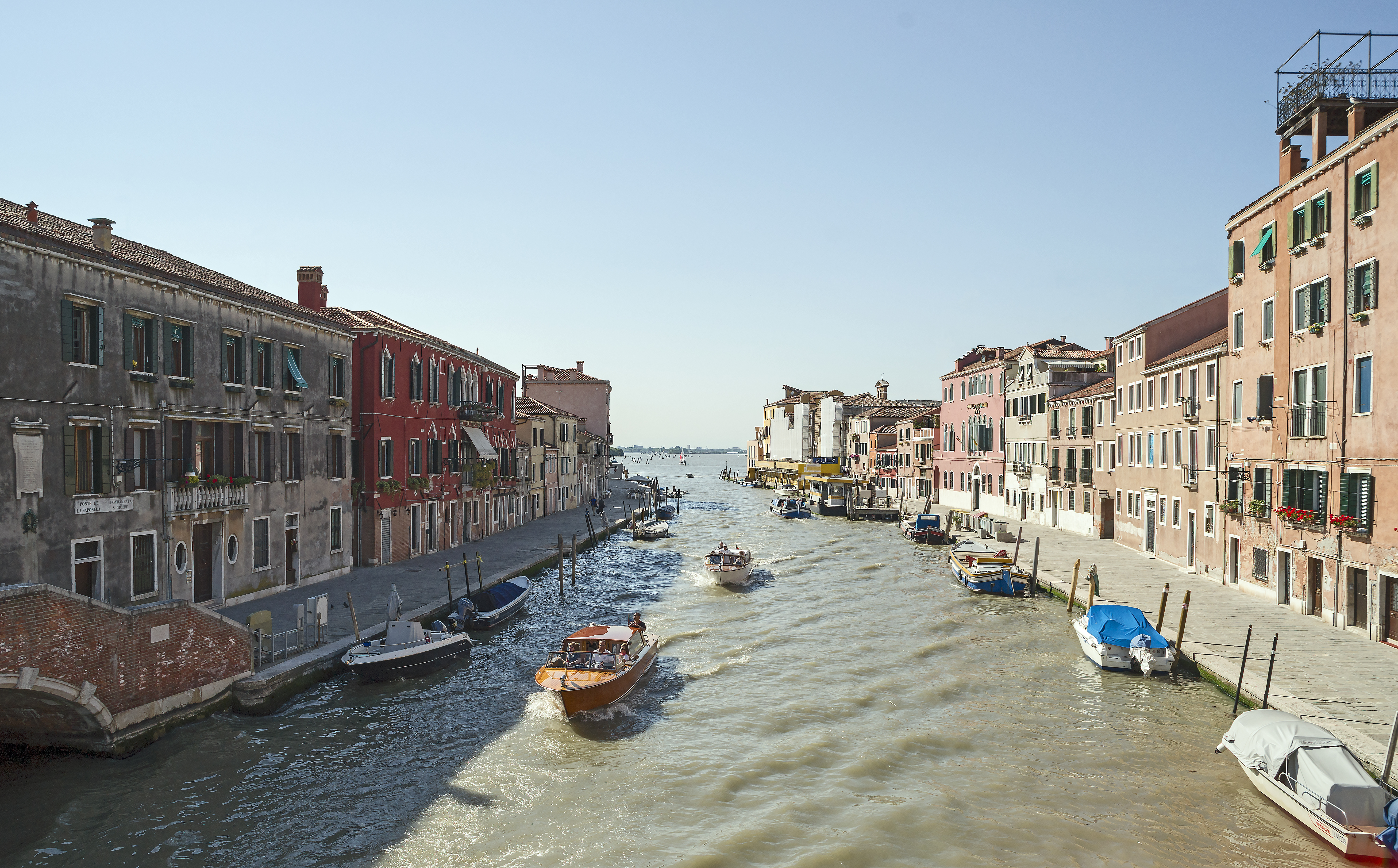
卡纳雷焦运河

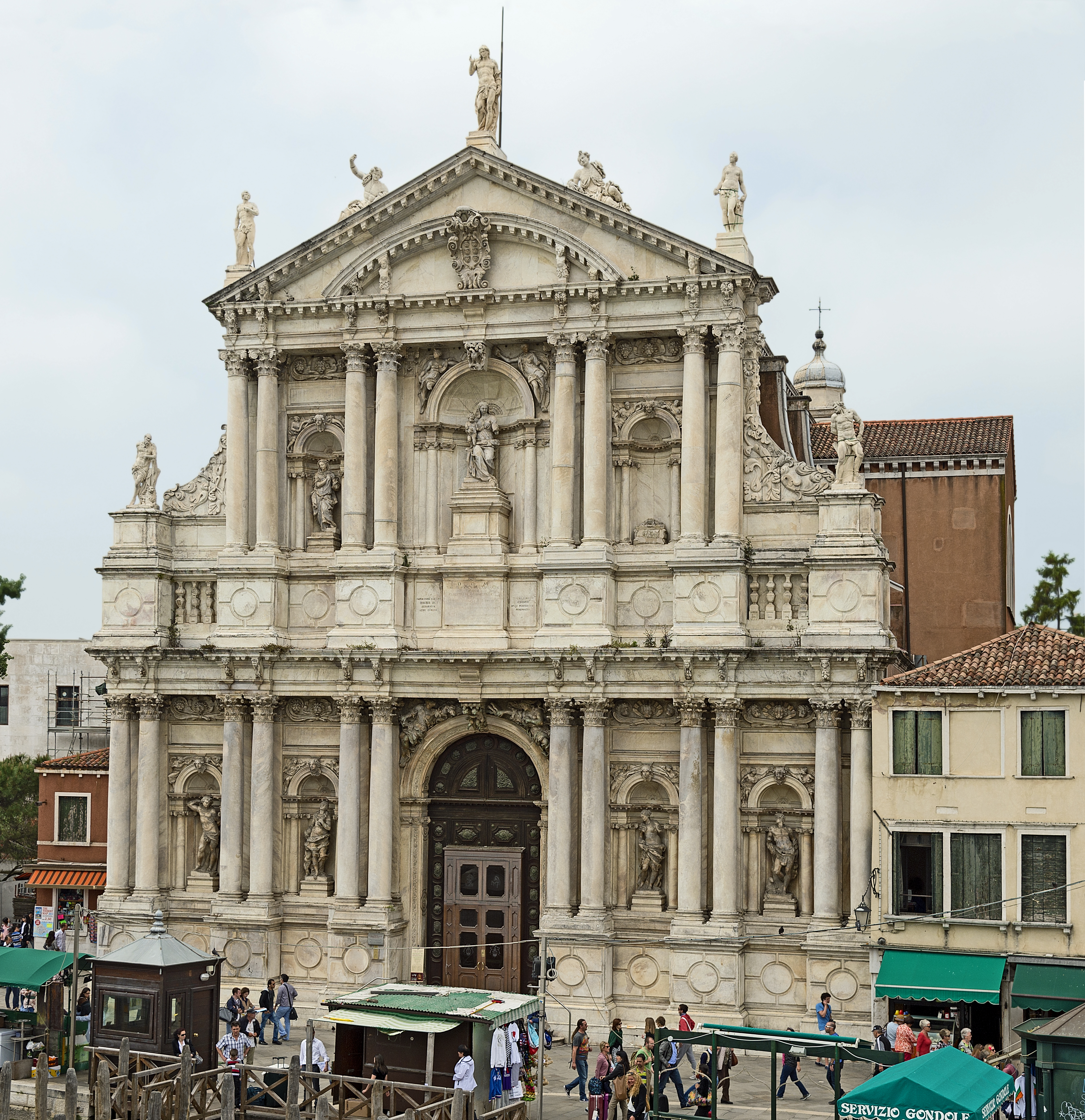
拿撒勒的玛利亚教堂，俗称赤足教堂

卡纳雷焦区（義大利語：Cannaregio）是威尼斯六个区之一，它是六个区中最北面的一个区，按照面积排列居第二名，按照人口排列则居第一位，大约有20,000人。 
古老的墓地岛屿圣米凯莱岛（Isola di San Michele）也属于该区。

## 历史
在铁路连接内地以前，卡纳雷焦运河是进入威尼斯的主要途径，该区也因而得名。该区的发展始于11世纪，排干了沼泽，疏浚平行的运河。虽然在面临大运河的地段修建了优雅的宫殿，但是该区的增长主要是工人阶级住房和制造业。从1516年开始，犹太人仅限于住在威尼斯隔都，周围是把守的大门，从日落到黎明任何人不得离开。但是，该市的犹太人还是在商人，医生，放债人和其他行业取得了成功。犹太人的日常生活受到了超过270年的限制，直至拿破仑一世在1797年征服威尼斯共和国。他拆除了门，让所有居民自由选择居住地点。
在19世纪，土木工程师修筑了一条穿过卡纳雷焦区的街道，名为新街（Strada Nuova），一座铁路桥和公路桥，连接威尼斯与梅斯特雷Mestre。今天，从火车站到里亚尔托桥的沿大运河地区，挤满了游客，而卡纳雷焦区其余的住宅区则相对平静，只有早晨的集市，邻里商店和小咖啡馆。

## 名勝
- 尖塔橋（Ponte delle Guglie)
- 聖塔露西亚亞車站
- 威尼斯隔都
- 憐憫碼頭（Sacca della Misericordia）
- 金屋（Ca' d'Oro）
- 拉比亚宫（Palazzo Labia）
- 文德拉明·加莱吉宫（Ca' Vendramin Calergi）:

瓦格纳博物馆 (Museo Wagner)
威尼斯赌场 (Casinò di Venezia)
- 圣米凯莱岛（Isola di San Michele）

## 教堂
- 拿撒勒的玛利亚教堂，俗称赤足教堂
- 奇迹圣母教堂（Santa Maria dei Miracoli）
- 菜园圣母院（Madonna dell'Orto）
- 圣Canciano教堂
- 圣Geremia教堂
- 圣路易教堂（Sant'Alvise）
- 圣金口若望教堂（San Giovanni Crisostomo di Venezia）